# Segelhorst
Segelhorst ist ein Ortsteil der Stadt Hessisch Oldendorf im niedersächsischen Landkreis Hameln-Pyrmont. Der Ort gehört zur Ortschaft Rohdental.

## Geografie und Verkehrsanbindung
Der Ortsteil liegt nördlich des Kernbereichs von Hessisch Oldendorf. Die Weser fließt südlich. Nördlich liegt das Naturschutzgebiet Kamm des Wesergebirges.
Am westlichen Ortsrand verläuft die Landesstraße L 434, südlich die B 83 und nördlich die A 2. Im Nordosten von Segelhorst liegt die Schillat-Höhle mit imposanten Tropfsteinformationen.

## Geschichte

### Kirche
Einer alten Legende nach wurde die Kirche im Jahr 896 von Möllenbeck aus gegründet. Diese Jahreszahl wird mit der Sage von der Edelfreien Gräfin Hildburg und ihren sieben Eigenkirchen (Kirchengemeinden) verbunden. Die Gründung des Benediktinerstiftes Möllenbeck im Jahre 896 ist urkundlich belegt.
Die älteste urkundliche Erwähnung stammt aber erst aus dem Jahr 1230. Die Kirche war ursprünglich im romanischen Baustil errichtet worden. Deutlichster Beweis dafür ist der – halb durch die Empore verdeckte Rundbogen zwischen Turmsockel und Kirchenschiff mit seinen romanischen Kämpferprofilen. Außerdem fand man bei der Renovierung im Jahr 1989 Reste einer flachen romanischen Balkendecke.
Die Entstehungszeit der gotischen Gewölbe ist unbekannt. Die Gewölbe über dem Kirchenschiff wurden Anfang des 15. Jahrhunderts durch Feuer zerstört und vor 1443 erneuert. Das Gewölbe über dem Altar blieb damals erhalten. Der Schlussstein dort zeigt das Schaumburger Nesselblatt. Der Schlussstein im Mittelgewölbe zeigt eine Herz-Jesu-Darstellung" (Herz mit Kreuz, 5 Blutstropfen, nur die Wundmale). Über der Empore ein Anker. Hier sind Glaube (Kreuz), Liebe (Herz), Hoffnung (Anker) symbolisiert.
Statt der ursprünglich gotischen Fenster an der Nordseite wurden im Lauf der Jahrhunderte die heutigen eingebaut. 1969 wurden die roten Sollinger Sandsteinplatten auf dem Dach durch Ziegel ersetzt. Der Kirchturm ist 26 m hoch.
Bei der Ausmalung der Kirche im Jahr 1989 legte man alte Farben aus dem 17. Jahrhundert frei und ebenfalls Reste einer Ausmalung der Gewölbe mit Rankenwerk. Diese wurden weitestgehend wieder zum Vorschein gebracht und restauriert.